# بخش هسله‌هولم
بخش هسله‌هولم (به سوئدی: Hässleholms kommun) یک ناحیه شهری در سوئد است که در شهرستان اسکونه واقع شده‌است.